# Aechmea mexicana
Aechmea mexicana es una especie fanerógama de la familia de Bromeliáceas, originaria de Costa Rica, México y Ecuador.

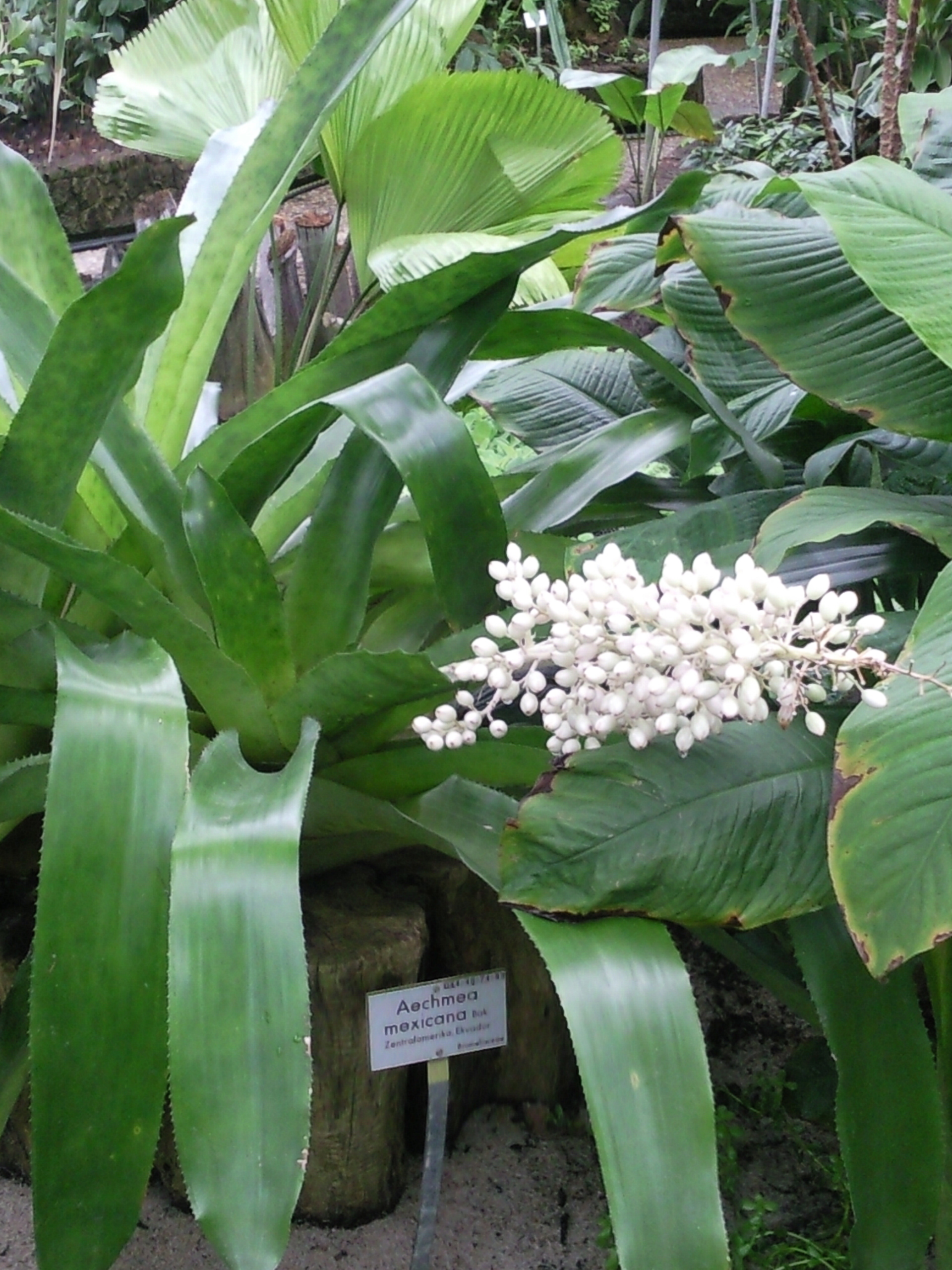
Vista de la planta

## Descripción
Son epífitas, que alcanzan un tamaño de 60–130 cm de alto en flor. Hojas 60–140 cm de largo; vainas ovadas a elípticas, 8–14 cm de ancho, enteras o serradas distalmente, subdensa a densamente adpreso-lepidotas, pajizas o café-rojizas; láminas liguladas, 5.5–9 cm de ancho, agudas, serradas, adpreso-lepidotas. Escapo erecto, 28–50 cm de largo, flocoso, brácteas erectas pero las superiores divergentes exponiendo parcialmente el escapo, más largas que los entrenudos, al menos las inferiores serradas, a menudo descomponiéndose luego de la antesis; inflorescencia 1 o 2-compuesta, raquis 30–60 cm de largo, flocoso, brácteas primarias enteras, las inferiores frecuentemente casi tan largas como las ramas de la inflorescencia o ligeramente más largas, las superiores consistentemente más cortas, ramas y racimos de la inflorescencia polísticos, patentes; racimo con 6–9 flores polísticas, patentes, brácteas florales filiformes, 2–5 mm de largo, mucho más cortas que los pedicelos o a veces de la misma longitud, filiformes, glabrescentes, flores con pedicelos 0.4–1.2 (–1.6) cm de largo; sépalos 4.5–7 mm de largo, libres, asimétricos, mucronados, flocosos a glabros; pétalos rojos a lilas.

## Distribución y hábitat
Especie rara, se encuentra en bosques subcaducifolios y caducifolios, bosques siempreverdes húmedos, zonas norcentral y atlántica; a una altitud de 20–1300 m; fl feb, fr feb, mar, jun; desde México a Ecuador. 

## Taxonomía
Aechmea mexicana fue descrita por John Gilbert Baker y publicado en Journal of Botany, British and Foreign 17: 165. 1879.
Etimología
Aechmea: nombre genérico que deriva del griego akme ("punta"), en alusión a los picos rígidos con los que está equipado el cáliz.
mexicana: epíteto geográfico que alude a su localización en México.
Sinonimia
- Aechmea bernoulliana Wittm.
- Aechmea grandis Wawra
- Guzmania grandis hort. ex Wawra
- Hoplophytum grande' E.Morren ex Baker
- Podaechmea mexicana (Baker) L.B.Sm. & W.J.Kress	[2][3]